# Geissoloma
Genre
'

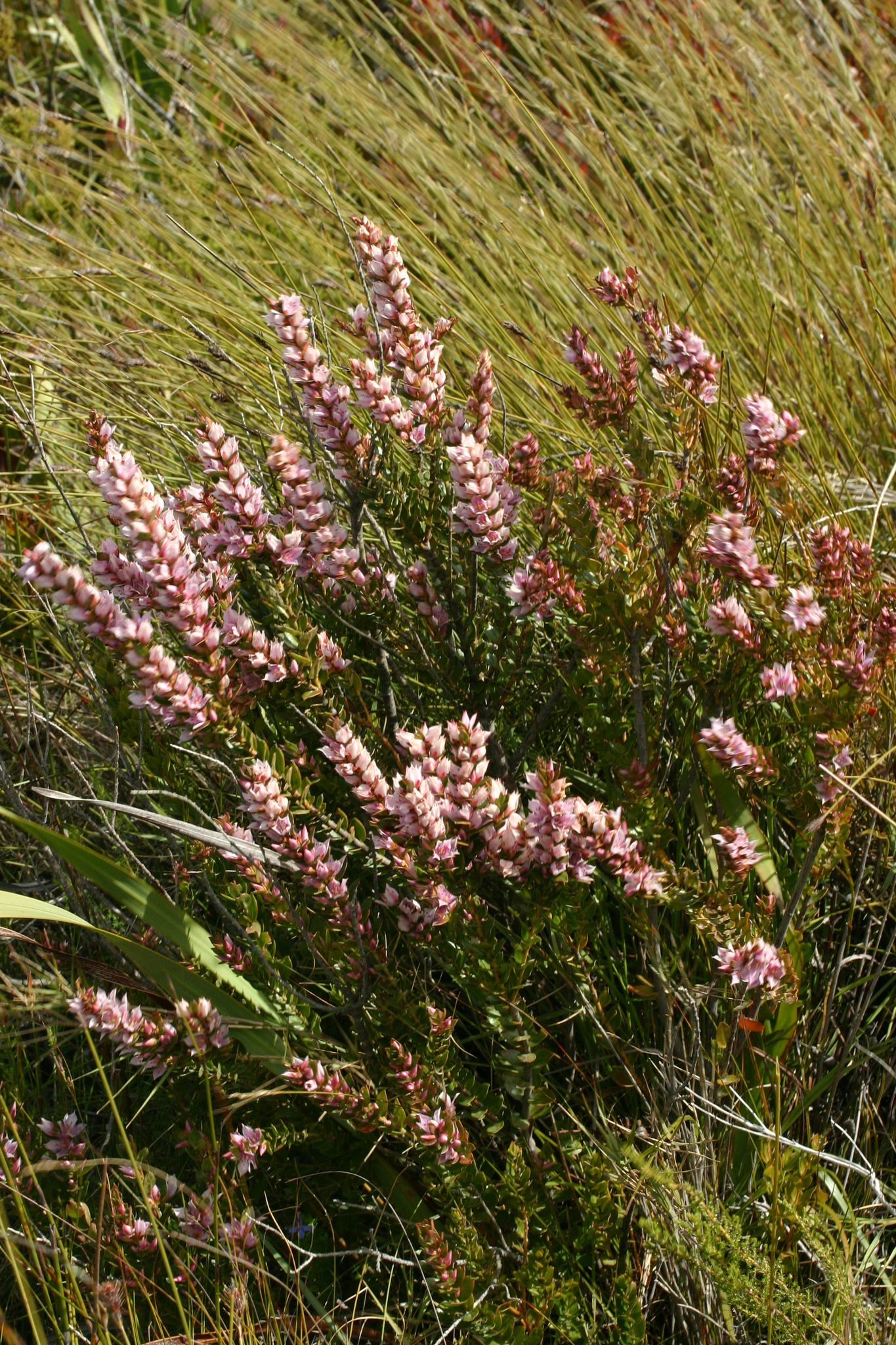

Geissoloma est un genre  de plantes à fleurs de la famille monotypique des Geissolomataceae, originaire de la province du Cap de l'Afrique du Sud.  Geissoloma marginatum est la seule espèce de la famille. Elle est parfois appelée guyalone en anglais. Les plantes sont des arbustes à feuilles persistantes xérophiles et sont connues pour accumuler de l'aluminium.

## Description
Geissoloma marginatum est un arbuste bas à feuilles persistantes de ½−1¼ m de haut, couvert de grandes feuilles superposées, coriaces, simples, en forme d'écailles, opposées, disposées en quatre rangées le long des tiges. Les pétioles sont munis de très petites stipules.  Les fleurs sont bisexuées, sous-tendues par des bractées, et ont quatre sépales pétaloïdes rouges à rosés, quatre pétales partiellement unis, huit étamines et quatre carpelles. Le fruit est une capsule contenant quatre graines.

## Phylogénie
Une analyse phylogénétique récente a abouti à l'arbre suivant.
|                          | Geissoloma                                               |
|                          |                                                          |
| family Strasburgeriaceae | \| \| Ixerba \| \| \| \| \| \| Strasburgeria \| \| \| \| |
|                          | \| \| Ixerba \| \| \| \| \| \| Strasburgeria \| \| \| \| |
|                          | Ixerba                                                   |
|                          |                                                          |
|                          | Strasburgeria                                            |
|                          |                                                          |

|  | Ixerba        |
|  |               |
|  | Strasburgeria |
|  |               |

## Liste des espèces
Selon GBIF (10 septembre 2024) :
- Geissoloma marginata (L.) A.Juss.

## Systématique
Le nom correct complet (avec auteur) de ce taxon est Geissoloma Lindl. ex Kunth,.